# Офіс стандартизації НАТО
50°52′34.16″ пн. ш. 4°25′19.24″ сх. д. / 50.8761556° пн. ш. 4.4220111° сх. д.
Офіс стандартизації НАТО (англ. NATO Standardization Office, NSO) — організація-правонаступник Агентства стандартизації НАТО, що була утворена 1 липня 2014 р.
Першим керівником Офісу був призначений представник Литви генерал-майор Едвардас Мажейкіс  (Maj. Gen. Edvardas Mažeikis), який з 1 липня 2014 р. займає цю посаду.
Штаб-квартира Офісу розташована в головному штабі НАТО на бульварі Леопольда-III, B-1110 Брюссель (Бельгія), що знаходиться в районі «Харен» муніципалітету міста Брюсселя.

## Основні положення
Головним документом, що регламентує поточну діяльність Офісу у сфері стандартизації є директива AAP-03 Ed.K "Directive for the production, maintenance and management of NATO  standardization documents", в якій детально описано процес розробки стандартів та їх супроводження.
Завдання Офісу полягає у формуванні взаємоузгодженої, ієрархічної, багатовимірної та багатофункціональної системи стандартів НАТО, що забезпечить організаційну та технічну взаємосумісність в операціях та місіях НАТО.
З цією метою Офіс тісно співпрацює з Конференцією національних директорів озброєнь (CNAD), Міжнародним військовим штабом НАТО, Організацією НАТО з науки і технологій та іншими структурами НАТО.

## Перелік керівників Офісу стандартизації НАТО
| Директор Офісу                                | Період         | Період            | Країна   | Прим. |
| --------------------------------------------- | -------------- | ----------------- | -------- | ----- |
| Генерал-майор Едвардас Мажейкіс (E. Mažeikis) | 1 липня 2014   | 28 лютого 2018    | Литва    |       |
| Генерал-майор Золтан Гуляс (Zoltán Gulyás)    | 1 березня 2018 | по теперішній час | Угорщина |       |